# 3D компютърна графика
Вижте пояснителната страница за други значения на 3D.
3D компютърната графика (за разлика от 2D компютърна графика) е графика, която използва триизмерно представяне на геометрични данни (най-често декартови), които могат да се обработват с помощта на компютърна програма. Обработката на тези данни включва извършване на различни изчисления и рендериране на двумерни изображения. Такива образи могат да бъдат съхранявани за да се гледат по-късно или показват в реално време.
3D компютърната графика разчита на много от същите алгоритми като 2D компютърни векторни графики в модела на телена рамка и 2D компютърна растерна графика във финално направеният дисплей. В компютърно графичният софтуер, разграничението между 2D и 3D понякога е замъглено; 2D приложенията могат да използват 3D техники за постигане на ефекти, като например осветление, както и 3D може да използва 2D изобразяващи техники.
3D компютърната графика, често се споменават като 3D модели. Отделно от изобразяващата графика, моделът се съдържа в рамките на графичен файл с данни. Въпреки това, съществуват различия: 3D модел е математическото представяне на всеки триизмерен обект. A модел не е технически графичен докато не се показва. Моделът може да се показва визуално като двуизмерен образ чрез процес, наречен 3D рендериране или използва неграфични компютърни симулации и изчисления. С 3D печат, 3D моделите също са изобразявани в 3D физическо представяне на модела, като ограниченията на това как точно изобразяването да съответства на виртуалния модел.

## История
Уилиям Фетър за първи път използва термина компютърна графика през 1961 г., описвайки своята работа в Боинг. Една от първите демонстрации на компютърна анимация е в научнофантастичния трилър Futureworld (1976), където са показани анимация на човешко лице и ръка, оригинално използвани през 1971 г. в късометражния A Computer Animated Hand, създаден от Едуин Катмул и Фред Парк, възпитаници на Университета в Юта, САЩ.
В края на 1980, 3D компютърна графика, като например 3D модели, стават възможни с SGI (фирма за производтсво на копютръни решения с висока производителност, включително компютърен софтуер и хардуер) компютри и графичен потребителски интерфейс GUI (графичен потребителски интерфейс). Графичният интерфейс е разновидност на потребителски интерфейс, в който елементите на интерфейса (менюта, бутони, списъци и др.), които са предоставени на потребителя за управление, са изпълнени във вид на графични изображения. А SGI компютри са използвани за създаване на някои от първите изцяло компютърно генерирани късометражни филми в Pixar. Днес, система на Apple Macintosh остава една от най-популярните възможности за избор на компютърна графика в графичния дизайн.
През 1990, 3D графиките за образи се превръщат в основен напредък за компютърната графика, промишлеността и е стимулирала кино графичните приложения.VGA (видео графичен масив) и SVGA (ултра видео графичен масив) се въвеждат и оттогава, персоналните компютри могат лесно да покажат фото-реалистични снимки и филми.
През 1996 г. е пусната една от първите изцяло 3D игри, Quake. През 1995 г. се появява, първият пълнометражен компютърно генериран анимационен филм Играта на играчките. През 2001 г. излиза мощен компютърен графичен хардуер GeForce (марка графични процесори) серия от NVIDIA.
Компютърната графика се използва широко и днес. От графика на представяне към виртуални светове, реалност и развлечения, компютърната графика навлиза все по-често във всекидневния ни живот.

## Основни положения
Процесът за създаване на тримерна компютърна графика протича в няколко последователни етапа: триизмерно моделиране за изграждане на формата на обекта, анимация, която описва движението и разположението на обектите в една сцена и триизмерно рендериране, което генерира изображението на обекта.

### Моделиране
Моделирането описва процесът на формирането на някаква форма от обект. Двата най-често срещани източници на 3D модели са тези, които един художник или инженер прави някаква форма на компютър с някакъв инструмент 3D моделиране и модели сканирани на компютър от предмети в реалния свят. Моделите могат да бъдат получени процедурно или чрез физическа симулация. По принцип 3D моделът се формира от точки, наречени върхове, които определят структурата и формират полигоните. Полигонът геометрична повърхнина, формирана от най-малко три върхове (триъгълник). Четиристранен полигон се нарича четриъгълник, и полигон с повече от четири страни е п-гон. Общата целокупност на модела и неговото пригодяване за използване в анимацията зависи от структурата на полигоните.

### Оформление и анимация
Преди да се рендерират в изображение, обектите трябва предварително да са правилно разположени (поставени в сцена). Това определя пространсвената връзка между обектите, включително разположение в 3D пространството и големината им. Под анимация в случая се има предвид състоянията, които приема даден обект в продължение на определено време (т.е. как се движи и трансфоримира с течение на времето). Популярни методи за целта включват keyframing, обратна кинематика и улавяне на движение. Тези техники често се използват в комбинация. Както самата анимация, физичната симулация също дефинира движение.

### Рендериране
Процесът на превръщането на една сцена в подходяща за рендериране форма включва също и 3D проекция, която дава възможност триизмерния обект да бъде разглеждан в две измерения. Рендирането превръща моделът в изображение или като симулира излъчване на светлина, за да се получат фотореалистични изображения, или като прилага стилове от изкуството както в не-фотореалистично рендиране. Двете базови операции в реалистичното рендиране са излъчване (колко светлина се получава от едно място към друго) и разсейване (как повърхността взаимодейства със светлината). Съществуват множество алгоритми за рендериране с различна цел. Някои от тях фокусират върху реализъм, други върху работа в реално време.

## Общности
Има множество от сайтове проектирани да помагат за обучаване и подкрепа на 3D графични художници. Някои са управлявани от софтуерни разработчици и доставчици на основната идея, но също има и автономни сайтове. Тези общности позволяват на членовете си да потърсят съвет, да качват уроци, да правят ревюта на продукти или да качват примери от собстветната си работа.

## Различия с други типове компютърна графика

### Разграничаване от 2D фотореалистична графика
Не всички компютърни графики са като 3D са основани на рамковия модел. 2D компютърните графики с 3D фотореалистични ефекти често са постигани без рамково моделиране и понякога са незабележими във финалната форма. Някои графични софтуерни изкуства включват филтри, които могат да се прилагат към 2D графични вектори или 2D растерни графики на прозрачни слоеве. Визуалните художници може също да копират или визуализират 3D ефекти и ръчно да рендират фотореалистичните ефекти без използването на филтри.

### Псевдо-3D и реалистично 3D
Някои видео игри използват ограничени прожекции на триизмерните среди, като изометрична графика или виртуални камери с фиксирани ъгли, или като начин да се подобри изпълнението на двигателя на играта, или за стилистични и геймплей нужди. Такива игри използват псевдо3D графики. В противоположност, игри използващи 3D компютърна графика без такива ограничения, представят реалистично 3D.

## Приложение
Компютърната графика се използва най-често за различните приложения на дизайна като например разработване на архитектурни визуализации включително и на интериорно обзавеждане, при някои географски информационни системи и най-вече при видео игрите.